# Société des ingénieurs civils de France
 (novembre 2022).
Cet article court présente un sujet plus développé dans : Ingénieurs et scientifiques de France.
La Société des ingénieurs civils de France,  d'abord connue comme  « Société centrale des ingénieurs civils » au moment de sa fondation en 1848, est une association reconnue d'utilité publique qui représente les intérêts des ingénieurs non fonctionnaires.

## Historique

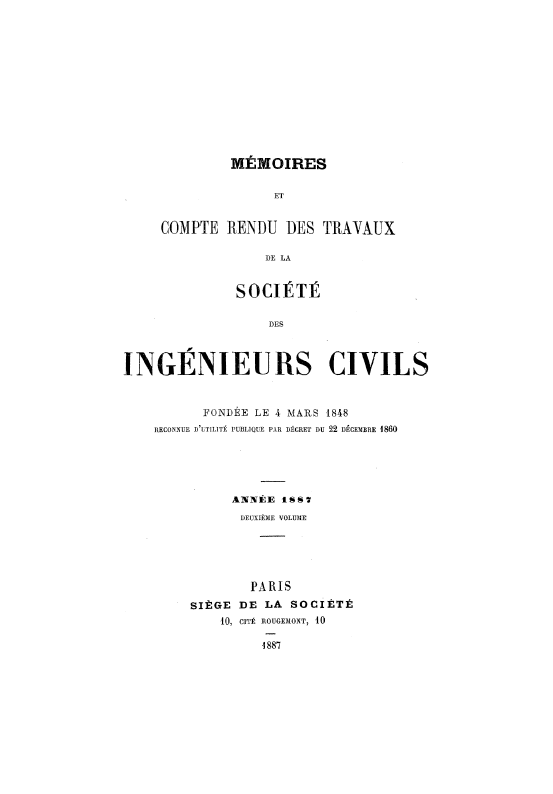
Périodique de la Société des ingénieurs civils publié en juillet 1887.

Fondée le 4 mars 1848, la Société des Ingénieurs civils de France est créée à l'initiative d'un groupe d'anciens élèves de l'École centrale des arts et manufactures,. Son premier président est Eugène Flachat, ingénieur des chemins de fer autodidacte. Contrairement aux autres pays francophones, où le terme d'« ingénieur civil » désigne un ingénieur des travaux publics, ce titre s'oppose en France aux ingénieurs de la fonction publique formés au sein de l'École polytechnique et de ses écoles d'applications, civiles ou militaires (familièrement appelés « corpsards ») : est ingénieur civil au XIXe siècle un praticien autodidacte ou ancien élève d'une école d'ingénieurs non fonctionnaire.
Charles de La Poix de Fréminville (1856-1936), président en 1934 fut le pionnier du Taylorisme en Europe, en qualité de Vice-Président d'honneur de l'Américan Society of Mechanical Engineers et grand ami de Frederick Taylor, il fut le propagandiste de ses idées en France au début du XXème siècle. Marquant ainsi une véritable révolution dans l'organisation scientifique du Travail dans les usines françaises à l'aune des deux futurs conflits mondiaux.
En 1850, la société adopte le nom de « Société des ingénieurs civils de France ». Elle est reconnue d'utilité publique le 22 décembre 1860 par décret de Napoléon III.
Dès sa création, la société publie un bulletin, intitulé Mémoires et compte rendu des travaux de la Société des ingénieurs civils.
En 1880, une majorité de membres de la société étaient centraliens et 20 % étaient Gadzarts.
En 1978, la société fusionne avec l'Union des associations et sociétés industrielles françaises (fondée en 1948) pour donner naissance à Société des ingénieurs et scientifiques de France (ISF). Cette dernière participe ensuite, en 1992, à la création de l'association Ingénieurs et scientifiques de France.

## Liste des présidents
Liste actuellement non exhaustive :
- 1848 : Eugène Flachat
- 1851 : Auguste Perdonnet
- 1852 : Eugène Flachat
- 1853 : Jules Petiet
- 1854 : Émile Vuigner
- 1862 : Henri Tresca
- 1867 : Eugène Flachat
- 1871 : Antoine Yvon Villarceau
- 1872 : Émile Muller[6]
- 1873 : Léon Isidore Molinos
- 1874 : Samson Jordan
- 1875 : Alexandre Lavalley
- 1877 : Henri de Dion
- 1878 : Henri Tresca
- 1879 : Joseph Farcot
- 1885 : Charles de Comberousse
- 1886 : Léon Isidore Molinos
- 1889 : Gustave Eiffel
- 1891 : Gustave Ernest Polonceau
- 1893 : Paul Jousselin
- 1894 : Gaston du Bousquet1873
- 1895 : L. Appert
- 1896 : Léon Isidore Molinos
- 1898 : Alfred Loreau
- 1903 : Paul Bodin
- 1907 : E. Cornuault
- 1908 : E. Reuvuaux
- 1909 : Léon Isidore Molinos, président d'honneur (1909-1914)
- 1910 : Jules Bergeron
- 1912 : L. Rey
- 1913 : J. Mercier
- 1919 : Jules Bergeron
- 1933 : Jean-Alexandre Rey
- 1934 : Ch. de Fréminville
- 1936 : Alfred Jacobson
- 1938 : Albert Caquot
- 1951 : Pierre Chevenard
- 1952 : Georges Darrieus
- 1963 : Jean Aubert
- 1966 : Robert Gibrat
- 1968 : Jean Kérisel

## Pour approfondir